# Diogenis Studio
Diogenis Studio (грец. Διογένης Studio) — концерт- та конгрес-холл в центрі Афін, розташований по проспекту Сінгру, який вміщує 1 500 глядачів. Diogenis Studio є одним з найкращих концертних і конференц-залів столиці Греції.
Diogenis Studio — частина Diogenis complex, одного із закладів Papatheoharis Group. На сцені Diogenis Studio виступали такі визнані зірки грецької естради, як Васіліс Каррас, Антоніс Ремос, Толіс Воскопулос, Деспіна Ванді, Єлена Папарізу, Марінелла, Янніс Паріос, Анна Віссі, Пеггі Зіна, Харіс Алексіу та інші.